# Our Kind of People
Our Kind of People ist eine US-amerikanische Drama-Serie, basierend auf dem Buch Our Kind of People: Inside America’s Black Upper Class des Rechtsanwalts und Autors Lawrence Otis Graham aus dem Jahr 1999. Die Premiere der Serie fand am 21. September 2021 auf dem US-Networksender Fox statt. Im deutschsprachigen Raum erfolgte die Erstveröffentlichung der Serie am 16. Februar 2022 durch Disney+ via Star als Original. Im Mai 2022 wurde die Serie nach einer Staffel abgesetzt.

## Handlung
Die Stadt Oak Bluffs auf der Insel Martha’s Vineyard des US-Bundesstaates Massachusetts beherbergt seit mehr als 50 Jahren eine Elite-Gesellschaft bestehend aus wohlhabenden und mächtigen schwarzen Amerikanern. Die willensstarke und alleinerziehende Mutter Angela Vaughn erbt nach dem Tod ihrer geliebten Mutter Eve ein Anwesen an der Main Street auf Martha’s Vineyard und zieht mit ihrer entfremdeten Tochter Nikki dorthin. Sie hat nie verkraftet, dass ihr wohlhabender Vater, den sie nie kennengelernt hat, sie einfach im Stich gelassen hat. Als sie Oak Bluffs betritt, ändert sich alles. Die in einem Arbeiterhaushalt aufgewachsene aufstrebende Unternehmerin will den guten Ruf ihrer Familie wiederherstellen und auch ihre revolutionäre Haarpflegelinie voranbringen, welche die angeborene, natürliche Schönheit schwarzer Frauen hervorhebt. Dazu möchte Angela in die elitäre und alteingesessene schwarze Gemeinde von Vineyard aufgenommen werden. Der Weg dorthin wird ihr von Leah Franklin Dupont versperrt, der gesellschaftlichen Instanz, die auf der Insel das Sagen hat. Doch Angela gibt nicht auf und kämpft weiter. Als sie jedoch auf ein dunkles Geheimnis aus der Vergangenheit ihrer Mutter stößt, stellt dies nicht nur ihre Welt auf den Kopf, sondern hat auch verheerende Auswirkungen auf die restliche Gemeinde.

## Besetzung und Synchronisation
Die deutschsprachige Synchronisation entsteht nach den Dialogbüchern von Lioba Schmid sowie unter der Dialogregie von Sylvia Bartoschek durch die Synchronfirma Iyuno Germany in München.

### Hauptdarsteller
| Rolle                | Schauspieler       | Synchronsprecher |
| -------------------- | ------------------ | ---------------- |
| Angela Vaughn        | Yaya DaCosta       | Shandra Schadt   |
| Leah Franklin Dupont | Nadine Ellis       | Verena Rendtorff |
| Tyrique Chapman      | Lance Gross        | Pascal Fligg     |
| Lauren Dupont        | Rhyon Nicole Brown | Pia Amofa-Antwi  |
| Nikki Vaughn         | Alana Kay Bright   | Alina Freund     |
| Quincy Dupont        | Kyle Bary          | Julian Bayer     |
| Teddy Franklin       | Joe Morton         | Thomas Wenke     |
| Raymond Dupont       | Morris Chestnut    | Stefan Günther   |

### Nebendarsteller
| Rolle                           | Schauspieler           | Synchronsprecher    |
| ------------------------------- | ---------------------- | ------------------- |
| Taylor Woods                    | Nicole Chanel Williams | Katharina Friedl    |
| Olivia Dupont                   | L. Scott Caldwell      | Angelika Bender     |
| Patricia „Tante Piggy“ Williams | Debbi Morgan           | Sandra Schwittau    |
| Eve Vaughn (junge Erwachsene)   | Ashley Nicole Blake    | Stefanie Dischinger |
| Jackie                          | Kay-Megan Washington   | Astrid Martiny      |
| Angela Vaughn (als Kind)        | Faith Bogle            | Livia Reiter        |
| Leah (als Kind)                 | Sheridan Walker        | Jolanda Schulze     |
| Nate                            | McKinley Freeman       | Oliver Mink         |
| Jack Harmon                     | Jeff Hephner           | Jochen Paletschek   |
| Traci                           | Tarnesha Small         | Angelina Markiefka  |

### Gastdarsteller
| Rolle                   | Schauspieler            | Synchronsprecher  |
| ----------------------- | ----------------------- | ----------------- |
| Josephine               | Raven Goodwin           | Kathrin Gaube     |
| Pastor John Gray        | John Gray               | Marc Rosenberg    |
| Bertie Nickerson        | Cassi Davis             | Michèle Tichawsky |
| Alita                   | Andrea Laing            | Bettina Zech      |
| Macy                    | Rasool J'Han            | Petra Preuß       |
| Teddy (als junger Mann) | CJ Williams             | Martin Schülke    |
| Rose (als junge Frau)   | Alexa Rachelle Jennings | Judith Peres      |
| Tommy „Tizzie“ Jones    | Alex Newell             | Marc Rosenberg    |

## Episodenliste
| Nr. | Deutscher Titel        | Originaltitel                     | Erstausstrahlung (USA) | Deutschsprachige Erstveröffentlichung (D/A/CH) | Regie                  | Drehbuch                                      |
| --- | ---------------------- | --------------------------------- | ---------------------- | ---------------------------------------------- | ---------------------- | --------------------------------------------- |
| 1   | Entschädigung          | Reparations                       | 21. Sep. 2021          | 16. Feb. 2022                                  | Tasha Smith            | Karin Gist                                    |
| 2   | Überfahrt              | My Mother, Myself                 | 28. Sep. 2021          | 23. Feb. 2022                                  | Tasha Smith            | Karin Gist                                    |
| 3   | Juneteenth             | Hot Links & Red Drinks            | 5. Okt. 2021           | 2. März 2022                                   | Jeff Byrd              | Bryan M. Holdman                              |
| 4   | Der Vogel Im Goldkäfig | Crabs in a Gold-Plated Barrel     | 12. Okt. 2021          | 9. März 2022                                   | Princess Monique Filmz | Rebecca Boss & Chris Masi                     |
| 5   | Falsche Vorbilder      | The Miseducation of the Negro     | 19. Okt. 2021          | 16. März 2022                                  | Julie Dash             | Nambi E. Kelley & Lauren Goodman              |
| 6   | Der abwesende Vater    | For Colored Boys...               | 9. Nov. 2021           | 23. März 2022                                  | Jeff Byrd              | Norman Vance Jr. & Bryan M. Holdman           |
| 7   | Perspektivwechsel      | Fathers, Daughters, Sisters       | 16. Nov. 2021          | 30. März 2022                                  | Joe Morton             | Norman Vance Jr.                              |
| 8   | Einsicht               | Sistervention...                  | 30. Nov. 2021          | 6. Apr. 2022                                   | Keesha Sharp           | Rebecca Boss & Chris Masi                     |
| 9   | Faustpfand             | Twice as Hard, Twice as Good      | 7. Dez. 2021           | 13. Apr. 2022                                  | Benny Boom             | Antonia French March & Jacqueline McKinley    |
| 10  | Familiengeheimnisse    | Just Desserts                     | 11. Jan. 2022          | 20. Apr. 2022                                  | Mary Lou Belli         | Bryan M. Holdman                              |
| 11  | Abschiedsbrief         | It Is Not Light We Need, but Fire | 18. Jan. 2022          | 27. Apr. 2022                                  | Jeff Byrd              | Karin Gist, Gretchen J. Berg & Aaron Harberts |
| 12  | Die Wahrheit           | Kiss It Up to God                 | 25. Jan. 2022          | 4. Mai 2022                                    | Jeff Byrd              | Karin Gist, Gretchen J. Berg & Aaron Harberts |